# Касима Кайсенова
Каси́ма Кайсе́нова (каз. Қасым Қайсенов) — селище, центр Уланського району Східноказахстанської області Казахстану. Адміністративний центр та єдиний населений пункт селищної адміністрації Касима Кайсенова.
Населення — 6465 осіб (2021; 3966 у 2009, 3787 у 1999, 3237 у 1989).
Станом на 1989 рік селище мало статус селища міського типу. До 2011 року селище називалось Молодіжний.